# В пошуках Аляски
«У пошуках Аляски» (англ. Looking for Alaska) — дебютний молодіжний роман Джона Ґріна. Опублікований у березні 2005 року у видавництві «Dutton Juvenile». 2006 року твір приніс автору нагороду Майкла Л. Принца від Американської бібліотечної асоціації. З 29 липня 2012 року упродовж тижня роман перебував у списку бестселерів «Нью-Йорк Таймс», зайнявши десяте місце у категорії «Дитяча книга», 385 тижнів (більше 7 років) після публікації.

## Сюжет
Це історія про Майлза Голтера — хлопця, що переїхав із Флориди до Алабами у нову школу. Там він знайомиться із «Полковником» (Чіп Мартін), Аляскою Янг, Такумі Хікохіто та Ларою Бутерські. Герої за допомогою приколів намагаються шукати справедливість, захищаючи власну дружбу від багатих учнів школи, строгого завуча, та інших випробувань долі.

## Персонажі
Майлз Голтер
Протагоніст, який цікавиться останніми словами відомих людей. Майлз вирушає до школи-інтернату Калвер Крік, щоб знайти своє власне «Велике Мабуть». Хлопець стрункий та худорлявий, тому друзі жартома називають його «Товстуном». Йому подобається Аляска Янг, але вона майже не відповідає йому взаємністю. Майлза часто порівнюють з Голденом Колфілдом з роману Селінджера «Ловець у житі».
Аляска Янг
Невгамовна, з мінливим настроєм, непередбачувана, вродлива та загадкова дівчина, яка привертає увагу та серце Майлза. Для своїх друзів вона, мов довірена особа. Аляска часто їм допомагає в особистих справах, а ще постачає їм цигарки та алкоголь.
Чіп Мартін
Півтора метра зросту, зате «тіло Адоніса». Найкращий друг Аляски та сусід по кімнаті Майлза. Його прізвисько Полковник, тому що він є стратегічним «мозком» усіх махінацій, які вигадує Аляска. Його сім'я дуже бідна, тому Чіп палко цінує вірність та честь. Він дуже любить і шанує свою маму Долорес, яка живе у трейлері.
Такумі Хікохіто
На диво талановитий МС та друг Аляски і Чіпа. Часто почувається «викинутим» із планів Майлза, Чіпа та Аляски.
Лара Бутерська
Емігрантка з Румунії. Дружить з Аляскою та певний час зустрічалася з Майлзом.
Містер Старнз
Суворий завуч з виховної роботи у Калвер Крік. Учні вигадали для нього прізвисько Орел. Упродовж роману його часто підколюють Майлз, Чіп, Аляска, Такумі і Лара.

## Екранізація
2005 року права на екранізацію роману придбала кінокомпанія Paramount Pictures. Планувалося, що автором сценарію та режисером мав стати Джош Швартц (творець серіалу «Чужа сім'я»), але через брак зацікавлення з боку «Paramount Studios» екранізацію відклали на невизначений термін. Після успіху екранізації популярного роману Ґріна «Провина зірок», сценарій вирішили переглянути. 25 червня 2014 року Джон Ґрін оголосив, що Сара Поллі писатиме сценарій та керуватиме зйомками майбутнього фільму. Наприкінці 2016 року, однак, стало відомо, що екранізацію книги знову відклали на невизначений термін.
9 травня 2018 було оголошено, що Hulu буде адаптувати роман у обмежений серіал із 8 епізодів.
30 жовтня 2018 Грін оголосив головний акторський склад: Крістін Фросет у ролі Аляски та Чарлі Пламмер у ролі Майлза.
Прем'єра серіалу відбулася 18 жовтня 2019 року.